# ラーナック城

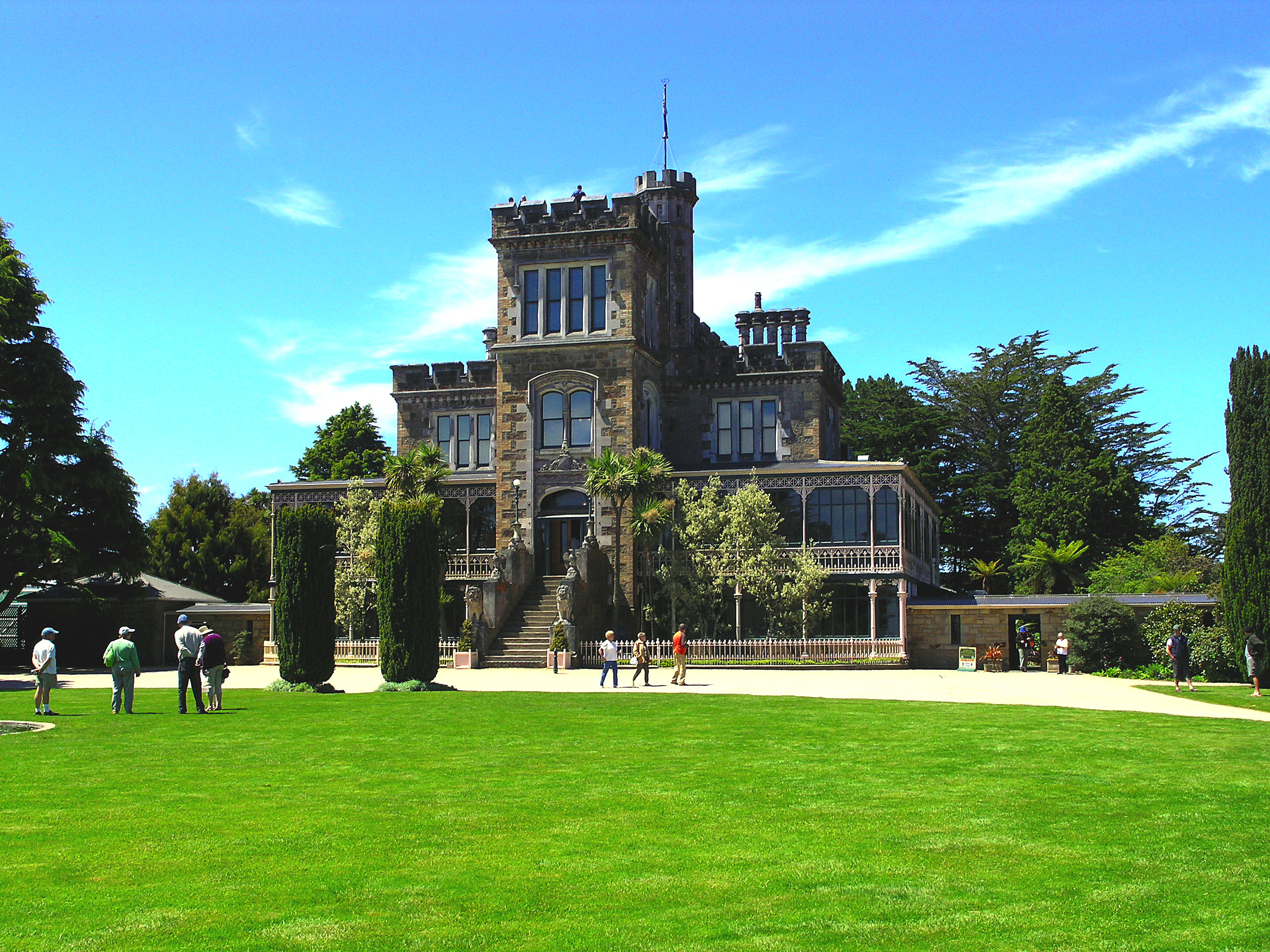
ラーナック城の外観

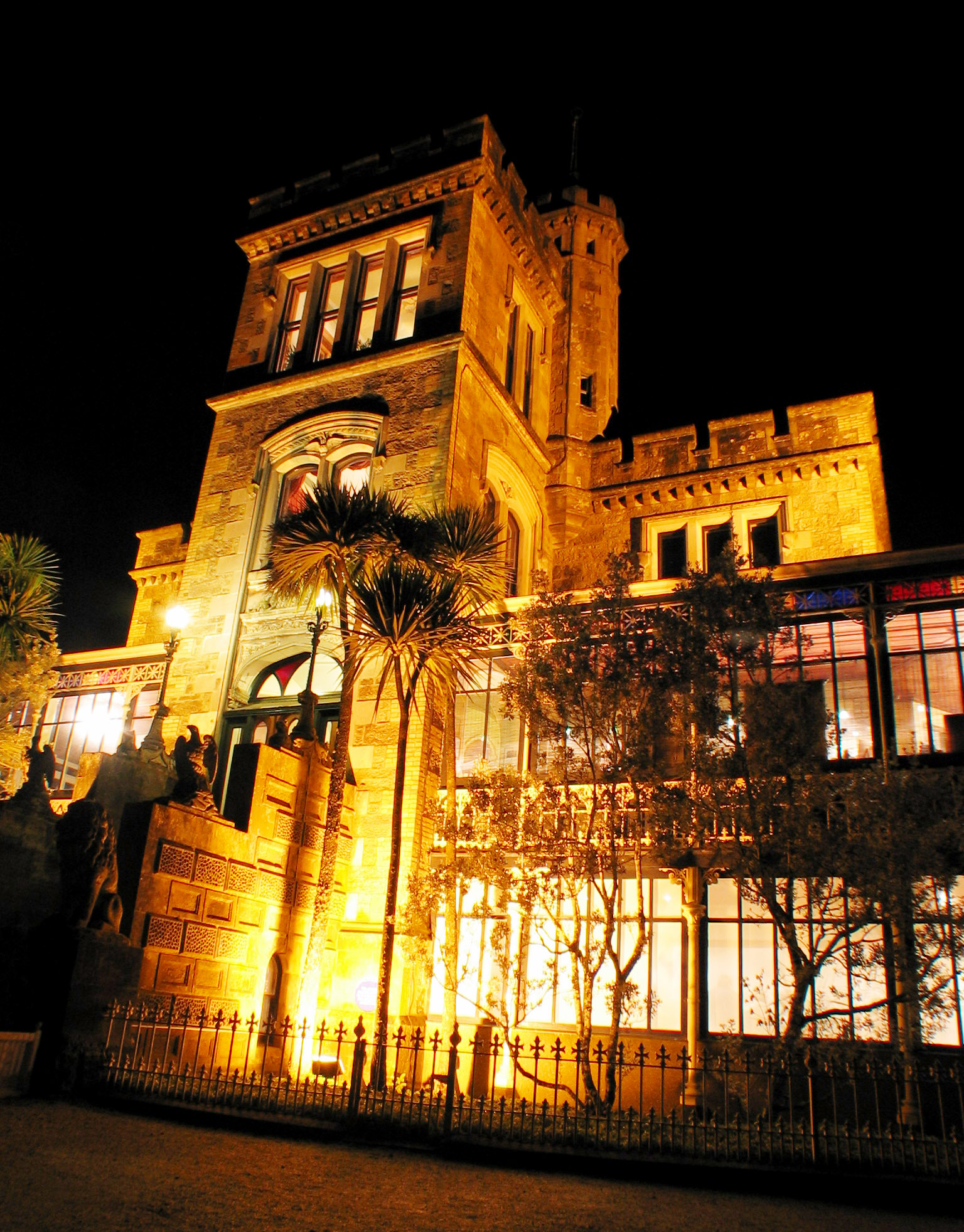
電飾されたラーナック城

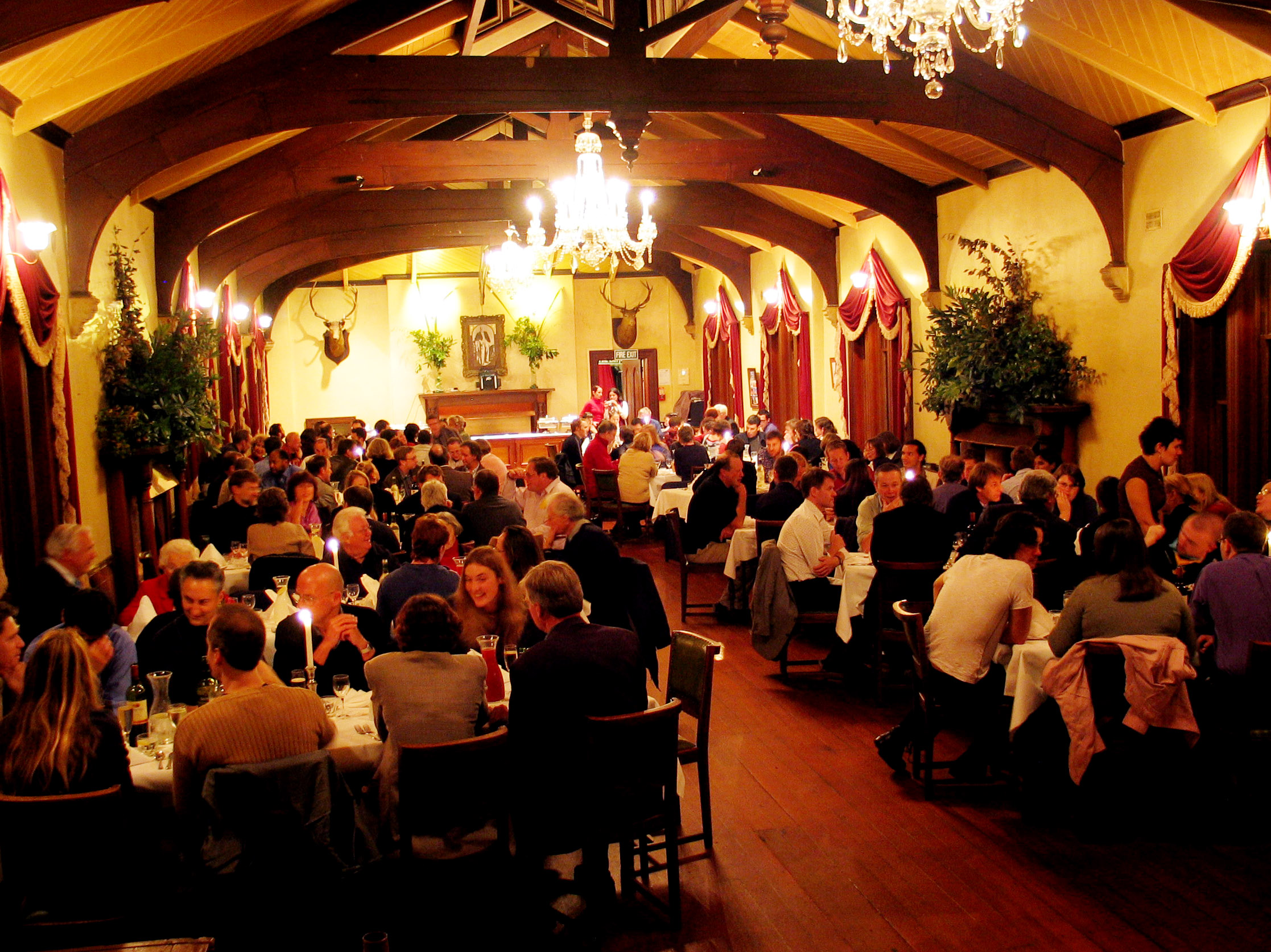
ラーナック城の館内

ラーナック城（Larnach Castle）は、ニュージーランド南島の東海岸のオタゴ半島（英語版）にある城または館。ニュージーランドに建造された2つの城のうちの1つであり、同じダニーデン市に建設されたカールギル城（英語版）は現在は廃墟になっており、ラーナック城はニュージーランドにおける唯一の現存する城である。ラーナック城は、ダニーデン市の中心からおよそ10kmの距離にある。ヘリテージ・ニュージーランド（英語版）によって、「New Zealand Landmark」に指定されている。

## 概要
1873年から1887年にかけて、大富豪であり政治家でもあったウィリアム・ラーナック（英語版）が妻のエリザ・ジェーン・グイズと共に暮らすために建造した。地元の建築家であるロバート.A.ローソン（英語版）などが設計を手がけた。城には43の部屋と大広間があり、46人の使用人が働いていた。その後も増築は続けられ、1897年にはウィリアムの娘のケイティの21歳の誕生日用に特設のダンスホールも作られた。
ラーナック氏はこの城を『The Camp』と呼んでいたが、建造後には度重なる不幸に見舞われ、1898年10月にニュージーランド議会の建物内で自殺した。娘のケイティも病気のため21歳で死去した。ウィリアムの遺志をめぐって激しい法廷闘争が繰り返され、結局は1906年に城は売りに出された。
半ば放棄されていたこの城は、1967年にバリー・バーカーとその妻のマーガレットに買い取られ修復された。
現在、城と庭園は観光客に一般開放されており、ダニーデン市の観光地の1つである。城からオタゴ半島と海岸線を見渡すことができる。ホテルとしても営業をしており、宿泊、食事、結婚式にも利用できる。
ラーナック城は、ニュージーランドでも最も有名な幽霊屋敷の一つである。この城の大広間などにウィリアムやケイティの幽霊が現れると言われており、彼等と思わしき人影を見た、空の部屋からタバコの匂いがした、観光客や従業員が「後ろから誰かに背中を押された」という証言をした、などの体験談が寄せられており、『Ghost Hunt』（英語版）や『Ghost Hunters International』（英語版）などの国内外のメディアでも取り上げられてきた。